# CHON

الأقطار الذرية النسبية للكربون، الهيدروجين، الأكسجين، النيتروجين، الفسفور والكبريت.

CHON هو اختصار استذكار للعناصر الكيميائة الأكثر شيوعا في الكائنات الحية وهي: الكربون، الهيدروجين، الأكسجين و النيتروجين.
الاختصار CHNOPS (شنوبس) هي الحروف الأولى للكلمات اللاتينة الخاصة بـ: الكربون، الهيدروجين، الأكسجين، النيتروجين، الفسفور، الكبريت وتمثل أكثر العناصر الكيميائية أهمية وتشكل توليفاتها التساهمية معظم الجزيئات البيولوجية في الأرض. جميع هذه العناصر غير معدنية (لا فلزية)، يتواجد الكبريت في الحمضين الأمينيين سيستئين وميثيونين. يتواجد الفوسفور في اللبيدات الفوسفورية، وهي قسم من اللبيدات ومكون أساسي لجميع الأغشية الخلوية وذلك لقدرتها على تكوين ليبيدات ثنائية الطبقة قادرة على إبقاء الأيونات، البروتينات في الأمكنة التي تحتاجها لعمل الخلية السليم، ومنعها من الانتشار إلى مناطق قد تحدث فيها أضرارا. مجموعات الفوسفات مكونات أساسية للعمود الفقري للأحماض النووية ومطلوبة لتكوين الـATP وهو المركب الرئيسي المُستخدَم للحصول على الطاقة للقيام بالعمليات الخلوية المختلفة في جميع الكائنات الحية.
الكويكبات الكربونية غنية بالعناصر CHON، وهي النوع الأكثر شيوعا من الكويكبات وتصطدم بشكل متواتر بالأرض على شكل أحجار نيزكية. هذه الاصطدمات كانت شائعة أكثر في تاريخ الأرض الأولي، وربما كانت هذه الرواطم عاملا أساسيا في تشكل محيطات كوكب الأرض.
أبسط المركبات التي تحتوي على جميع عناصر الـCHON هي حمض الفلمينيك وحمض إيزوسيانيك (وهذا الأخير أكثر استقرارا)، ويملكان ذرة من كل عنصر.